# Sant Sadurní de la Roca
Sant Sadurní de la Roca és una església parroquial de la Roca del Vallès (Vallès Oriental), catalogada com a bé cultural d'interès local.

## Història
Va ser fundada per l'abadessa Emma del monestir de Sant Joan de les Abadesses. Del primitiu edifici romànic només se'n conserva un tros de parament, l'església es va engrandir el segle xvi sota la direcció el mestre de cases Bartomeu Roig, i les obres es van acabar l'any 1558. Hi ha notícies documentals de les reformes posteriors: el 1604 es va fer la sobreteulada, el 1606 s'enrajolà, i el 1636 es reparà la volta.

## Descripció
El temple és de nau única, coberta per tres trams de volta de creueria. Té dues capelles laterals cobertes també amb creueria a ambdós costats de la nau, estan situades entre contraforts que sobresurten a l'exterior. El cor és d'arc rebaixat i de volta de creueria. L'absis és poligonal i té contraforts a l'exterior. La portada és d'un gòtic tardà, flanquejada per contraforts i pinacles, i arquivoltes apuntades formant una fornícula per la imatge de sant Sadurní. La torre espadanya és de paredat, és d'un cos únic amb dos arcs de mig punt de maó i coronat per merlets.